# Eranthemum purpurascens
Eranthemum purpurascens är en akantusväxtart som beskrevs av Robert Wight och Christian Gottfried Daniel Nees von Esenbeck. Eranthemum purpurascens ingår i släktet Eranthemum och familjen akantusväxter. Inga underarter finns listade i Catalogue of Life.